# Boot Hill Bandits
Boot Hill Bandits è un film del 1942 diretto da S. Roy Luby.
È un film western statunitense con Ray Corrigan (accreditato come Ray 'Crash' Corrigan), John 'Dusty' King e Max Terhune (accreditato come Max 'Alibi' Terhune). Fa parte della serie di 24 film western dei Range Busters, realizzati tra il 1940 e il 1943 e distribuiti dalla Monogram Pictures.

## Produzione
Il film, diretto da S. Roy Luby su una sceneggiatura e un soggetto di George Arthur Durlam, fu prodotto da George W. Weeks per la Monogram Pictures tramite la società di scopo Range Busters e girato nel ranch di Corriganville a Simi Valley e nel Monogram Ranch e nel Walker Ranch a Newhall, in California nel marzo del 1942. I titoli di lavorazione furono Marshal of Sundance e The Mesquite Kid.

## Distribuzione
Il film fu distribuito negli Stati Uniti dal 24 aprile 1942 al cinema dalla Monogram Pictures.

## Promozione
La tagline è: "NEW ADVENTURE!".